# 沈儆炌
沈儆炌（1554年—1631年），字叔永，號泰垣，浙江湖州府歸安縣人，明朝政治人物，進士出身。

## 生平
沈子木第三子。萬曆十六年（1588年）戊子科順天鄉試舉人，十七年（1589年）己丑科二甲第四名進士，礼部觀政，授工部主事，管盔甲廠，二十一年丁憂。二十四年調禮部主事，歷員外郎、郎中。二十六年（1598年）六月，升福建提學副使，三十年升右参政，三十三年升按察使，三十五年加升右布政使，三十七年丁憂歸。四十一年起補江西右布政使，四十二年升河南左布政使，四十五年十二月以卓异入为光禄寺卿，四十七年晋都察院右佥都御史、巡抚云南。疏蠲贡金数千，为滇民永利。值苗猺倡逆，收复全滇，荡平黔蜀。天啓元年十月擢南京兵部右侍郎，三年晋南京工部尚書，照旧管事。五年十二月为魏忠贤党石三畏所劾落职闲住。崇祯初复官，四年卒于家，年七十八。南都弘光帝时，赠太傅，谥襄敏。

## 著作
《安攘疏草》八卷，又有《留工奏议》、《大司空严公祠记》。

## 家族
曾祖沈鏊。祖父沈應登，通判，累封副使。父沈子木，兵部右侍郎，前巡抚山西右副都御史。兄沈儆焞，萬曆庚辰進士，官南京工部郎中。
配查氏，山东参政查志隆（号绍庭）女。子三：沈庄卿、沈胤培、沈旋卿。

## 延伸阅读
[在维基数据编辑]
 《明史卷二百四十九》，出自《明史》